# Nisko

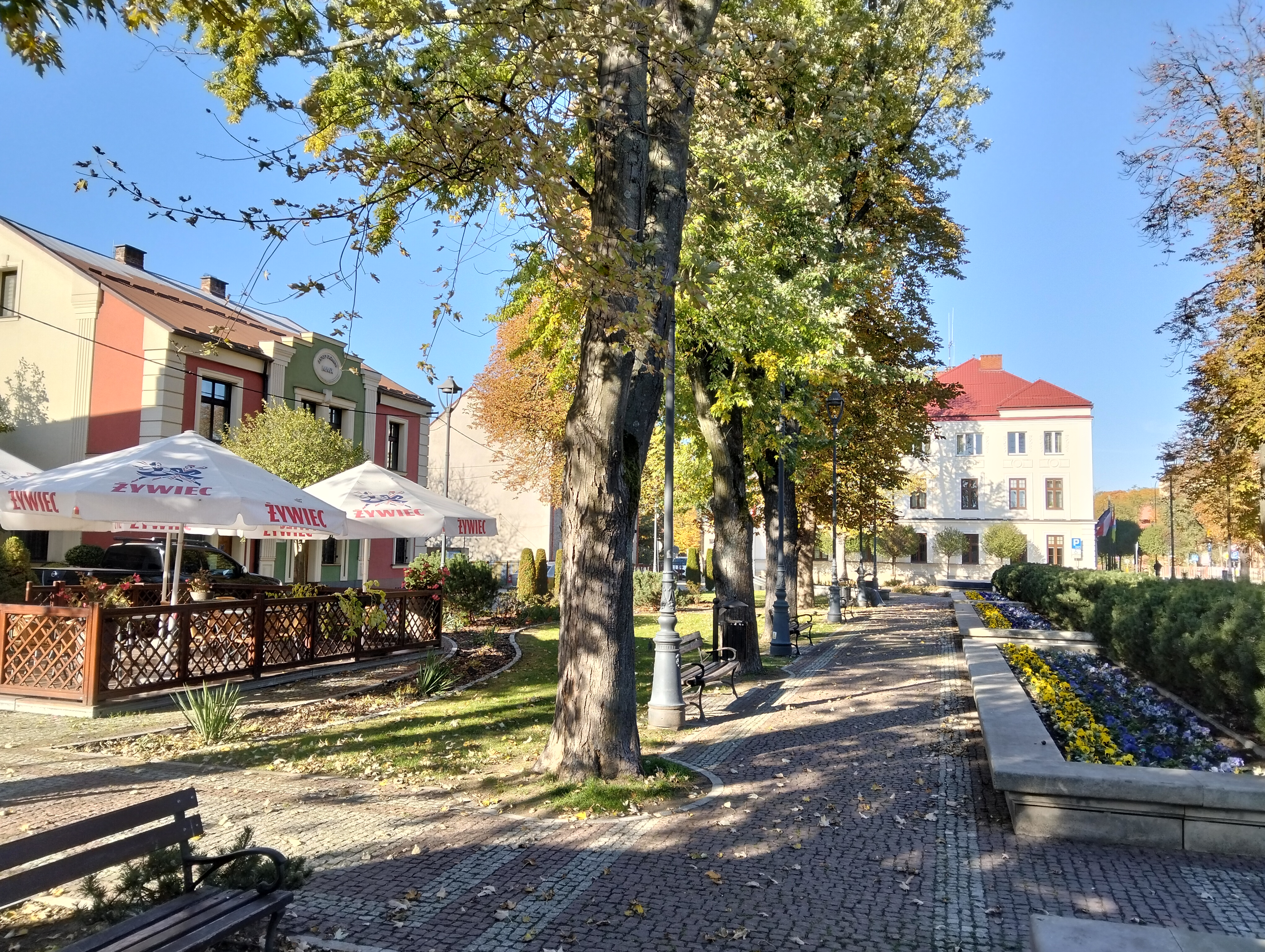
Fragment Placu Wolności (rynku)

Nisko – miasto w województwie podkarpackim, w powiecie niżańskim, siedziba gminy miejsko-wiejskiej Nisko. Położone nad rzeką San, od północnego zachodu graniczące ze Stalową Wolą.
Według danych GUS z 31 grudnia 2024 r. miasto miało 14 310 mieszkańców.
Tereny dookoła Niska pokryte są głównie przez lasy. Nisko jest miastem stosunkowo młodym, znajduje się więc tutaj niewiele zabytków.

## Położenie
Według danych z 1 stycznia 2010 r. powierzchnia miasta wynosiła 60,96 km².
Na północy ograniczone jest rzeką San, a na południu pozostałościami Puszczy Sandomierskiej. Od zachodu graniczy ze Stalową Wolą, natomiast od wschodu z wsiami Wolina, oraz Racławice.
Przez miasto przebiegają szlaki komunikacyjne: linia kolejowa nr 68 Przeworsk-Rozwadów, droga krajowa nr 77 Stalowa Wola-Leżajsk (Lipnik – Przemyśl), droga krajowa nr 19 Lublin-Rzeszów (Kuźnica Białostocka – Barwinek).
Nisko położone jest w dawnej ziemi sandomierskiej Małopolski.
W latach 1975–1998 miasto administracyjnie należało do woj. tarnobrzeskiego.
Nisko jest podzielone na osiedla: Barce, Malce, Moskale, Warchoły, PGO, Podwolina, Centrum I, Centrum II, Tysiąclecia.
Na terenie Niska dominują gleby piaszczyste, niesprzyjające uprawie rolnej.

## Historia
Obecna nazwa miejscowości „Nisko” wykształciła się stosunkowo późno, pierwotnie brzmiała ona „Niżsko”. Przez większą część swojej historii Nisko posiadało stosunkowo niewielkie znacznie gospodarcze czy kulturowe. Ważniejsze ośrodki życia społecznego tego obszaru stanowiły pierwotnie, m.in. Krzeszów czy Ulanów. Osada w Nisku lokowana była na terenie puszczy sandomierskiej. Ze względu na piaszczystość tutejszych gleb w niewielkim stopniu nadawały się one do upraw rolnych. Mieszkańcy tych terenów korzystali głównie z zasobów leśnych, a pozostałe towary były sprowadzane z terenów Sandomierza oraz z południowego szlaku handlowego Via Regia Lusatiae Superioris (Droga Królewska Górnej Łużycy), przebiegającego przez ważne w średniowieczu i nowożytności miasta: Kraków-Tarnów-Rzeszów-Przeworsk-Jarosław-Przemyśl w kierunku Lwowa i dalej do Rusi.

### Średniowiecze
Pierwszą wzmiankę o Nisku znajdujemy w dokumencie z 15 kwietnia 1439, w którym król Władysław Warneńczyk zapisał Mikołajowi Czajce z Jawora 200 grzywien na wsiach Nysky, Zaoszicze (Zaosice w Sandomierskiem) i Pyelaskowicze (Pilaszkowice w Lubelskiem). O Nisku wspomina również Jan Długosz w 1429 w dokumencie Liber beneficiorum dioecesis Cracoviensis, jednakże autor wspomina w nim o ziemi nisieckiej, dlatego budzi kontrowersje i nie jest on uznawany jako pierwsza wzmianka.
Dawna nazwa miejscowości Niżsko zachowała się do dziś w formie przymiotnikowej niżański.
Intensyfikacja procesów osadniczych nastąpiła z chwilą nadawania ziem Puszczy Sandomierskiej możnym radom i Kościołowi. Rodziły się własności ziemskie, m.in. Tarnowskich i Gryfitów, duże posiadłości kościelne. Królewszczyzny ulegały poważnemu zmniejszeniu. W XIII wieku, skutkiem najazdów tatarskich, ludność Ziemi Sandomierskiej, wypędzona ze zrujnowanych siedzib, skolonizowała północne obszary puszczy. Wtedy założono m.in. osadę Bieliny.

### Czasy nowożytne
W drugiej połowie XVI wieku miały miejsce na tych terenach wystąpienia i bunty o charakterze antyfeudalnym. Powodem konfliktu było nadużywanie władzy i wyzysk chłopów przez starostę sandomierskiego Andrzeja Firleja. W związku z tym w 1577 i 1578 chłopi z Niska, Zalesie (powiat stalowowolski), Pława, Zarzecza wnieśli do króla Stefana Batorego, w czasie jego pobytu w Tarnogrodzie i Zamchu, „żałobę” o sprawiedliwość i opiekę. Spowodowało to zaostrzenie konfliktu, który z czasem objął całe starostwo sandomierskie, powodując zubożenie tutejszych terenów.
W zaistniałym sporze król stanął po stronie chłopów. Andrzej Firlej został wezwany do Warszawy przez króla. Tam też na sejmie walnym koronnym w dniu 10 listopada 1583 wydano korzystny dekret dla chłopów. Następnie na zjazdach w obecności starosty Firleja w marcu 1583 w Niepołomicach i kwietniu tegoż roku w Sandomierzu podjęto dalsze orzeczenia, które w dużym stopniu ulżyły niedoli poddanych w majątkach królewskich.
W XVII wieku cały region znalazł się w latyfundium rodziny Lubomirskich. Nisko, podobnie jak inne osady, np. Ryki, Tuszów czy Lubartów specjalizowało się w uprawie żyta. Gospodarcze zubożenie i zahamowanie rozwoju przyniosły wojny szwedzkie. 28 marca 1656 Stefan Czarniecki stoczył tu bitwę z ustępującymi ku Wiśle wojskami szwedzkimi Karola Gustawa, które wypierane były przez wojsko z Jarosławia i Przeworska. Wojska te dowodzone przez Stefana Czarnieckiego zwyciężyły, zmuszając Szwedów do odwrotu.

### Okres rozbiorów
Po pierwszym rozbiorze Polski w 1772 byłe dobra królewskie stały się własnością funduszu religijnego. Rząd austriacki podjął akcję rozwoju hut żelaza i szkła. Z powodu braku odbiorców i złych dróg transportowych rozwój przemysłu skończył się fiaskiem. Rząd austriacki wystawił Nisko na licytację. Z dniem 14 lipca 1834 nowym właścicielem Niska został łowczy dworu Karol Reichenbach. Natomiast majątek Sopot koło Niska zakupił magnat pochodzenia austriacko-czeskiego hr. Eugeniusz Kinsky.
W 1867 dobra w Nisku, należące do rodziny Reichenbachów, nabył hr. Roger Rességuier de Miremont (pochodzenia austriacko-francuskiego). Staraniem hr. Rogera Rességuiera, który wykorzystał w tym celu koneksje z dworem austriackim, ustanowiono w Nisku siedzibę władz administracyjnych z funkcją starosty.
Był to okres dynamicznego rozwoju Niska i okolic. Resseguierowie wybudowali duży tartak i młyn. W 1896 rozpoczęto budowę kolei na trasie Rozwadów-Nisko-Przeworsk. Z Przeworska do Niska transportowano wiele towarów, m.in. cukier z przeworskiej cukrowni rodu Lubomirskich, co przyczyniło się do poprawy jakości życia mieszkańców Niska i okolic. Od 1877 istniała poczta konna do Rzeszowa, prowadzona przez Majerów. Od 1900 do Rzeszowa wiodła bita droga, łącząca się z powstałą wcześniej, obecną ulicą Sandomierską, po której obu stronach stały drewniane domy. W 1875 wybudowano budynek starostwa (obecnie UGiM), jako że od 1855 Nisko było siedzibą powiatu. W 1894 powstała cegielnia ręczno-konna, a w cztery lata później mechaniczna. W. 1870 wzniesiono z fundacji Marii Rességuier liczący 12 łóżek pierwszy szpital, mieszczący się przy ul. Sandomierskiej (budynek internatu Szkoły Elektrycznej). W osiem lat później uruchomiono pierwszą aptekę.
Przełom dziewiętnastego i dwudziestego wieku to czas masowej emigracji do Ameryki. W rejestrze Ellis Island wpisanych jest około 700 Żydów przybyłych z Niska w latach 1898–1923.
Pod koniec XIX wieku folwark na terenie miasta nosił nazwę Sopot. W tym samym czasie wybudowano w Nisku koszary, w których stacjonował 4 Batalion Strzelców Polowych, a następnie IV batalion 40 Pułku Piechoty (od 1907 do 1914). W 1902 istniało już przedszkole na obecnej ulicy 3 Maja, prowadzone przez siostry zakonne.
W 1904 ze składek społeczeństwa powstał budynek Towarzystwa Gimnastycznego „Sokół”. Te dwie instytucje odegrały wielką rolę w kształtowaniu polskości u młodych ludzi. Świadczy o tym liczba młodzieży niżańskiej, która wzięła udział w walkach o niepodległość. Gimnazjaliści walczyli w legionach Piłsudskiego, a w 1918 uczniowie starszych klas poszli ochotniczo bronić Lwowa. Najwięcej jednak młodzieży walczyło w wojnie polsko-bolszewickiej w 1920.

### Czasy II Rzeczypospolitej
Po odzyskaniu niepodległości przy budynku Gimnazjum został odsłonięty pomnik Orląt, upamiętniających poległych uczniów: Stefana Kościółka i Mariana Zarębę. Podczas I wojny światowej miasto zostało dość znacznie zniszczone. Z chwilą uzyskania niepodległości w dniu 31 października 1918, odbył się na plantach wiec z udziałem mieszkańców Niska i okolic. W czasie wiecu poinformowano ludność o podpisaniu kapitulacji przez dowództwo austriackie oraz o powstaniu polskich władz w Krakowie. Przystąpiono do organizacji władz powiatowych. Starostą został profesor gimnazjalny Stanisław Ćwikowski, który mianował nowych wójtów i utworzył porządkową straż obywatelską. Następnie w krótkim czasie została zorganizowana władza powiatowa i lokalna. Tereny niżańskie weszły w nowy etap rozwoju w wolnej, niepodległej Polsce. Rosła liczba mieszkańców – w 1921 Nisko liczyło 5103 obywateli. Ludność znajdowała zatrudnienie w administracji, na kolei, poczcie, w zakładach drzewnych i cegielni oraz handlu. 19 stycznia 1937 w kancelarii notariusza Karola Hettlingera w Warszawie podpisano umowę o założeniu spółki z ograniczoną odpowiedzialnością pod nazwą Zakłady Południowe Sp. z o.o. w Nisku. 20 marca 1937 ścięto pierwsze sosny w lasach wsi Pławo, należących uprzednio do Frankego, przygotowując teren pod inwestycje Centralnego Okręgu Przemysłowego.
Dla Niska otwarły się nowe, wielkie perspektywy, nawet osiedle i ośrodek przemysłowy w Stalowej Woli do 1946 przynależne były do starostwa niżańskiego, a robotnicy rekrutowali się z okolic i miasta Niska. Prawa miejskie otrzymało Nisko 20 października 1933 – do tego czasu było jedną z dwu wsi, w których mieściły się siedziby powiatów. W 1932 Nisko zyskało herb przedstawiający jodłę i biegnącą z góry na dół wstęgę rzeki San.

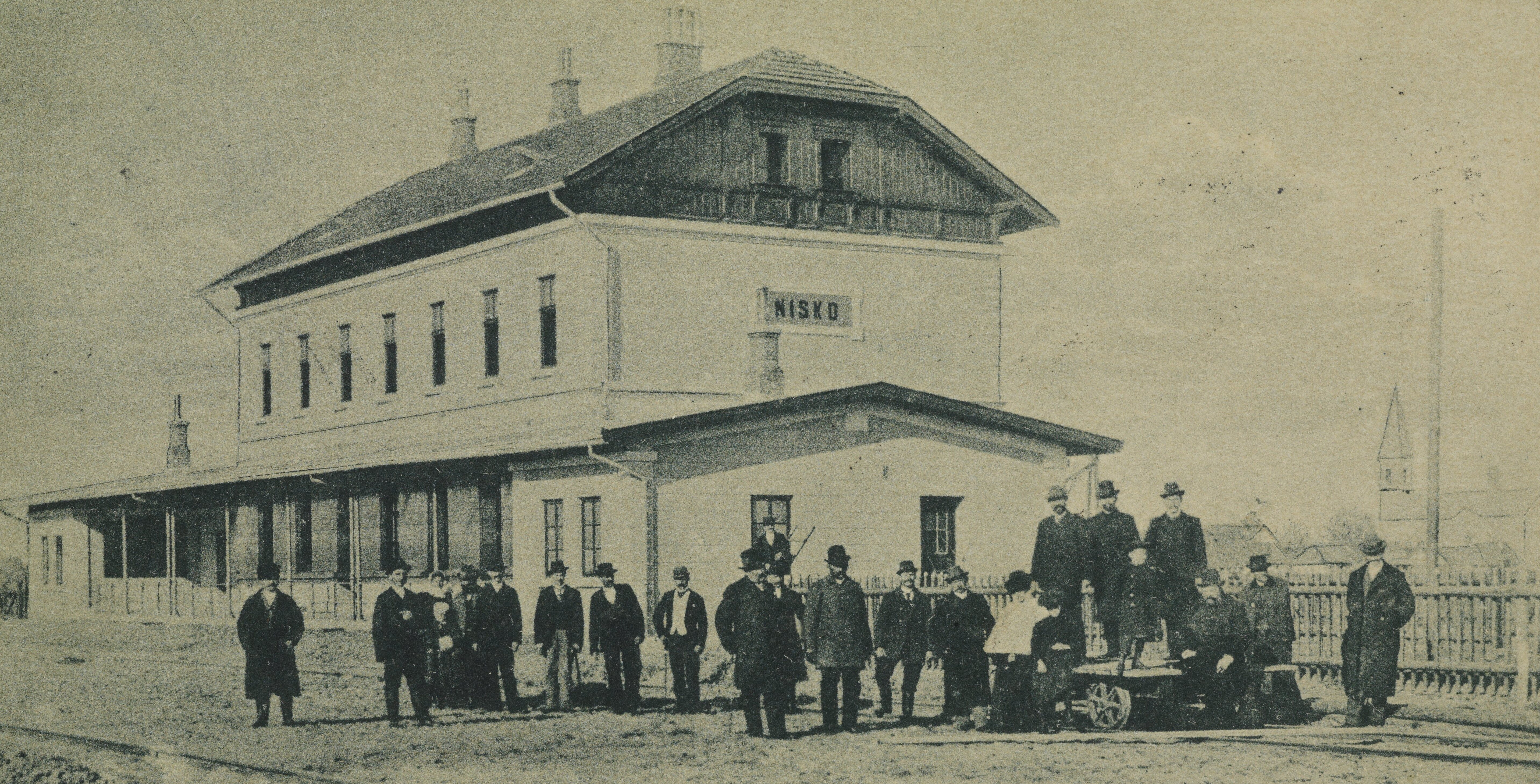
Stacja kolejowa, około 1900
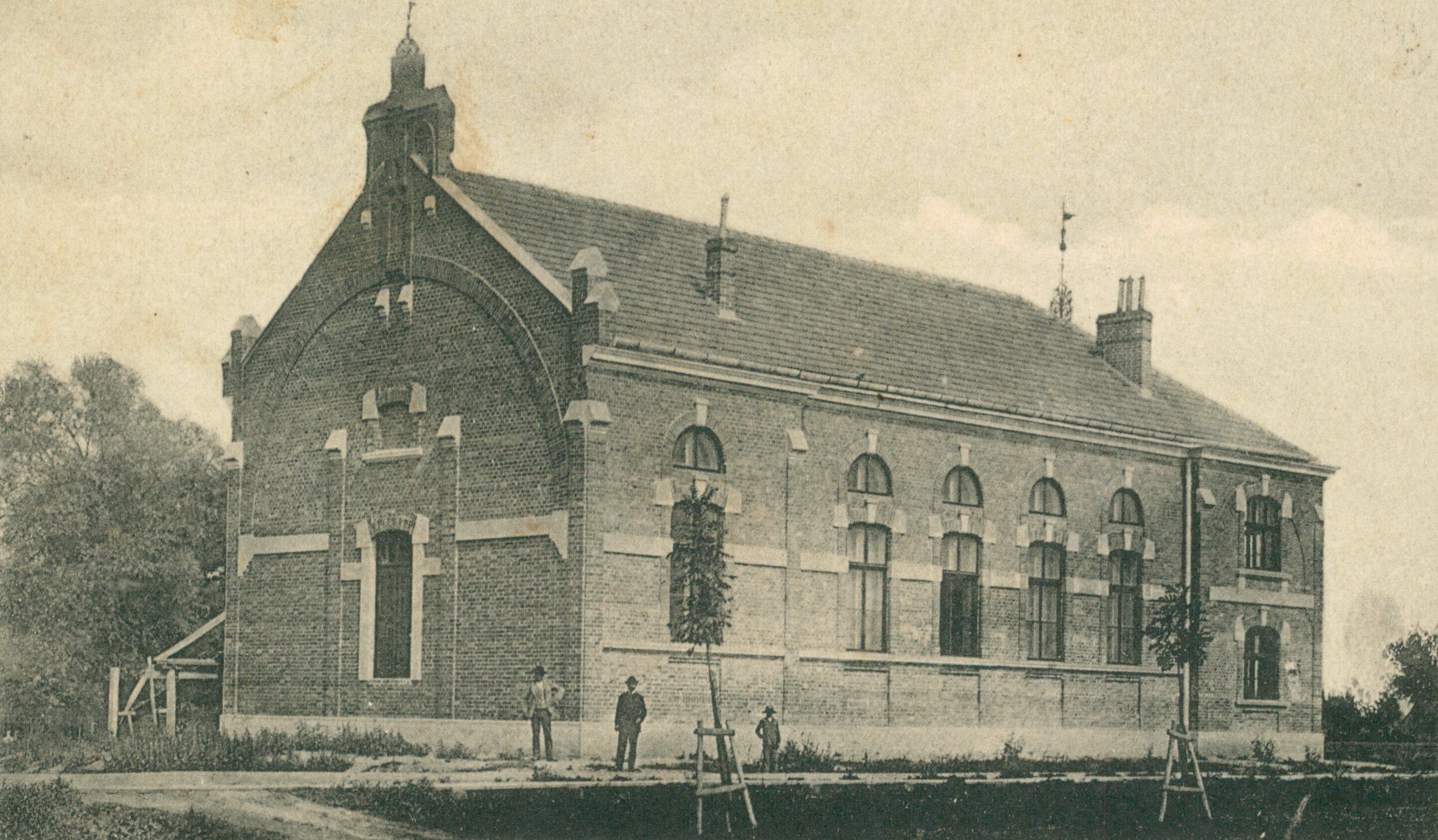
Siedziba „Sokoła”, 1906
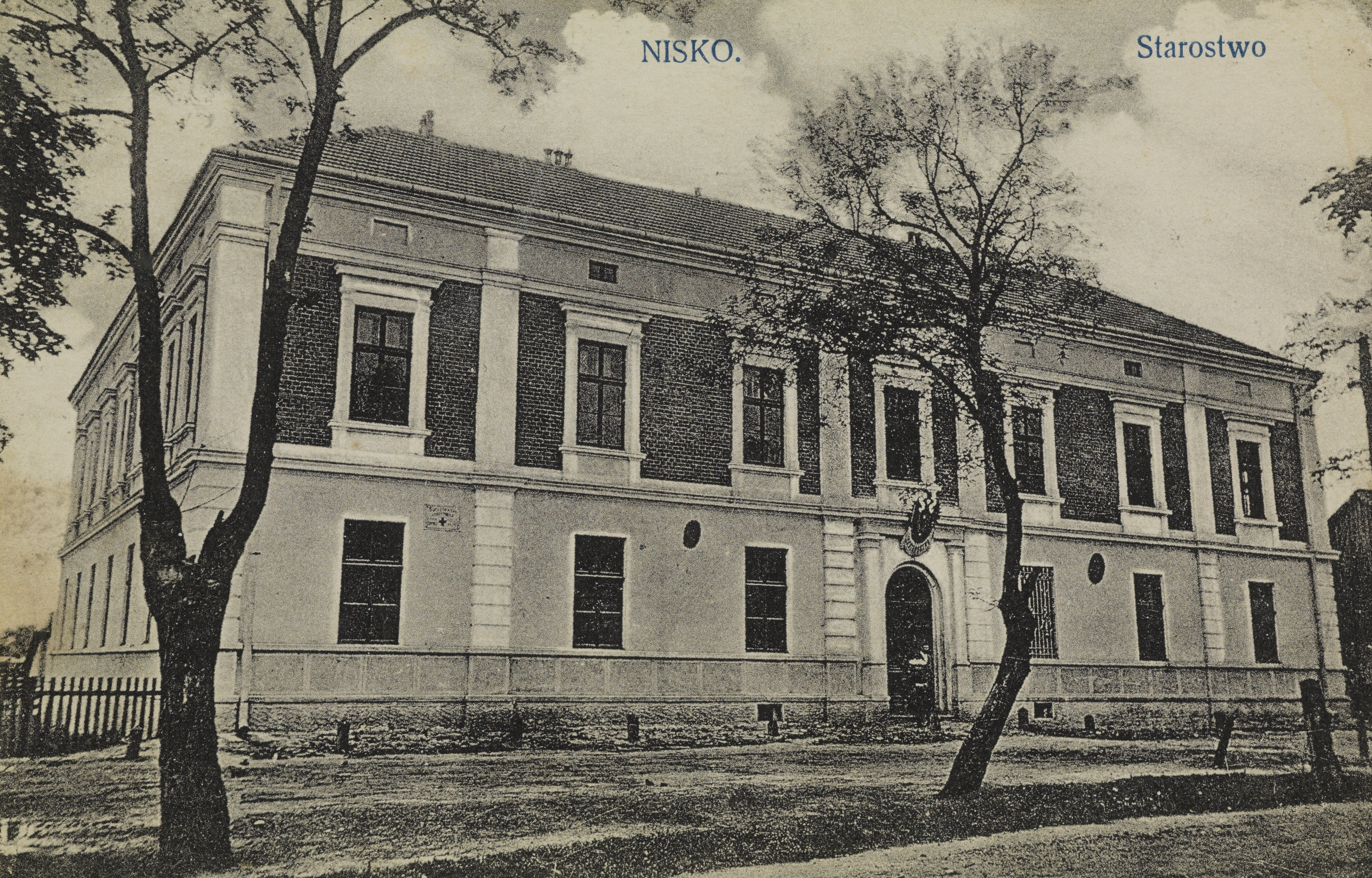
Starostwo, około 1905-1915

### II wojna światowa
Podczas kampanii wrześniowej w 1939 w okolicach Niska był bombardowany Szkolny Pociąg Pancerny i stacja kolejowa.
W czasie okupacji Nisko było bastionem polskości. Utworzono tu Obwód AK Nisko z siedzibą w Stalowej Woli. Tu działały Bataliony Chłopskie, „Roch”, „Straż”. Represje hitlerowskie stosunkowo wcześnie dotknęły miasto. Już 6 listopada 1939 zarządzeniem Land-komisarza Ehausa 150 nauczycieli z całego powiatu zostało wezwanych na konferencje. Wszystkich aresztowano i osadzono w więzieniu w Rzeszowie.
Kolejne represje nastąpiły wiosną 1940, kiedy to aresztowano prawie całą inteligencję niżańską. Równie okrutny los spotkał żołnierzy i policjantów. Wielu z nich oddało życie na różnych frontach II wojny światowej, w obozach koncentracyjnych i sowieckich łagrach. Nazwiska ich upamiętniają tablice umieszczone na ścianach miejscowego kościoła parafialnego.
Nisko i okolice znalazły się w centrum zainteresowania okupanta niemieckiego jako stolica terytorium żydowskiego, ośrodka emigracyjnego w skali europejskiej. Adolf Eichmann, naczelny „ekspert do rozwiązania kwestii żydowskiej” w hitlerowskich Niemczech, uznał Nisko i okolice za najbardziej nadające się do założenia wydzielonego „państwa żydowskiego”. Pierwszy „Durchgangslager bei Nisko” zlokalizowany został w Zarzeczu. 18 października 1939 na stację kolejową w Nisku przybył 1000-osobowy konwój Żydów z Wiednia i Pragi, do którego SS-Hauptsturmfuhrer Adolf Eichmann wygłosił „mowę powitalną”.
Teren przyległy do obszaru niżańskiego stanowił bazę partyzancką, dla oddziałów partyzantów polskich i sowieckich, które nękały skutecznie okupanta, ale w odwecie na ziemi niżańskiej dokonywane były częste aresztowania i pacyfikacje.
Tuż po wycofaniu się wojsk niemieckich, w Nisku i przylegających miejscowościach stacjonowały oddziały NKWD, prowadzące śledztwa i wywiady. Powtarzały się przypadki pojedynczych rozstrzeliwań Polaków. W październiku, a głównie w listopadzie NKWD prowadziło masowe aresztowania byłych żołnierzy AK i wywiozło ich do bazy w Przemyślu. W niedalekim Ulanowie aresztowano ponad 70 ludzi, w sąsiednim Przędzelu 18, w Nisku 7. Aresztowanych wywożono przeważnie do Borowicz. Wielu z nich nie powróciło. Rozpoczęły się równocześnie aresztowania przez PUBP i WUBP zwłaszcza wśród środowisk akowskich i powracających zdemobilizowanych żołnierzy Polskich Sił Zbrojnych na Zachodzie. Grupy akowskie, które uniknęły aresztowań, wobec nowego terroru okupacyjnego utworzyły nowe oddziały partyzanckie jak np. oddział „Wołyniaka”, „Tarzana” i inne. Nieliczne i małe oddziały stopniowo zostały zlikwidowane przez oddziały KBW i UB. Mieszkaniec Niska młody Tadeusz Gajda ps. „Tarzan” został ujęty w okolicy Tarnowa i stracony. Stracony został również jego ojciec, ujęty w Mielcu przez UB. Na terenie Niska powstała organizacja WIN, której członkowie zostali aresztowani w październiku 1946 i bądź zamordowani, bądź skazani na długie lata więzienia. Ponadto w tym okresie aresztowano i stracono członków organizacji niepodległościowych, w tym Adama Mireckiego ps. „Adaś”, byłego dowódcę okręgu Lublin NOW.

### Okres powojenny
30 lipca 1944 początek powojennego rozwoju miasta Niska. Rozbudowało się ono znacznie. Do 1973 Nisko było miastem powiatowym, kiedy to włączono go do nowo powstałego powiatu Stalowa Wola. Od 1975 stało się siedzibą władz miejsko-gminnych. Podczas kolejnej reformy administracyjnej na skutek społecznych protestów i poparcia okolicznych gmin od 1 lutego 1991 ustanowiono w Nisku siedzibę Urzędu Rejonowego, który obejmował 8 gmin: Bojanów, Harasiuki, Jarocin, Jeżowe, Krzeszów, Nisko, Rudnik nad Sanem, Ulanów.
Od 1 stycznia 1999 Nisko jest siedzibą powiatu. Powiat niżański usytuowany jest w Kotlinie Sandomierskiej, w województwie podkarpackim stanowi lokalną wspólnotę samorządową tworzoną przez mieszkańców powiatu oraz terytorium obejmujące: gminę Nisko, Rudnik nad Sanem, Ulanów, Harasiuki, Jarocin, Jeżowe, Krzeszów.

## Geografia
Okolice Niska są typowym obszarem nizinnym zaliczanym przez geografów do Kotliny Sandomierskiej. Na północ od miasta znajduje się koryto rzeki San. Jej brzegi pełne są starorzeczy, a porastają je m.in. olszyna, wierzby i czeremchy. Wzdłuż zabudowy miejskiej ciągnie się otwarta przestrzeń z polami i łąkami, na południu ograniczana przez lasy Puszczy Sandomierskiej pełne drzew zarówno liściastych (dęby, buki, brzozy), jak i iglastych (sosny, jodły, świerki). W runie leśnym można znaleźć mchy, porosty, paprocie, jagody oraz różne gatunki traw.
Nisko zbudowane jest na glebach piaszczystych, niesprzyjających rozwojowi rolnictwa. Jeszcze na początku XX wieku ogromny problem dla lokalnej społeczności stanowiły wędrujące wydmy, które niszczyły uprawy oraz zabudowania. Ich pozostałości można było oglądać jeszcze w latach 90. przed zbudowaniem Osiedla Tysiąclecia.

## Edukacja

### Uczelnie
- Nauczycielskie Kolegium Języków Obcych w Nisku (siedziba w Gimnazjum nr 1)
- Wydział Transportu i Elektrotechniki Politechniki Radomskiej (siedziba w RCEZ)
- Wydział Zamiejscowy Wyższej Szkoły Bezpieczeństwa i Ochrony w Warszawie (siedziba w Gimnazjum nr 1)

### Szkoły ponadpodstawowe

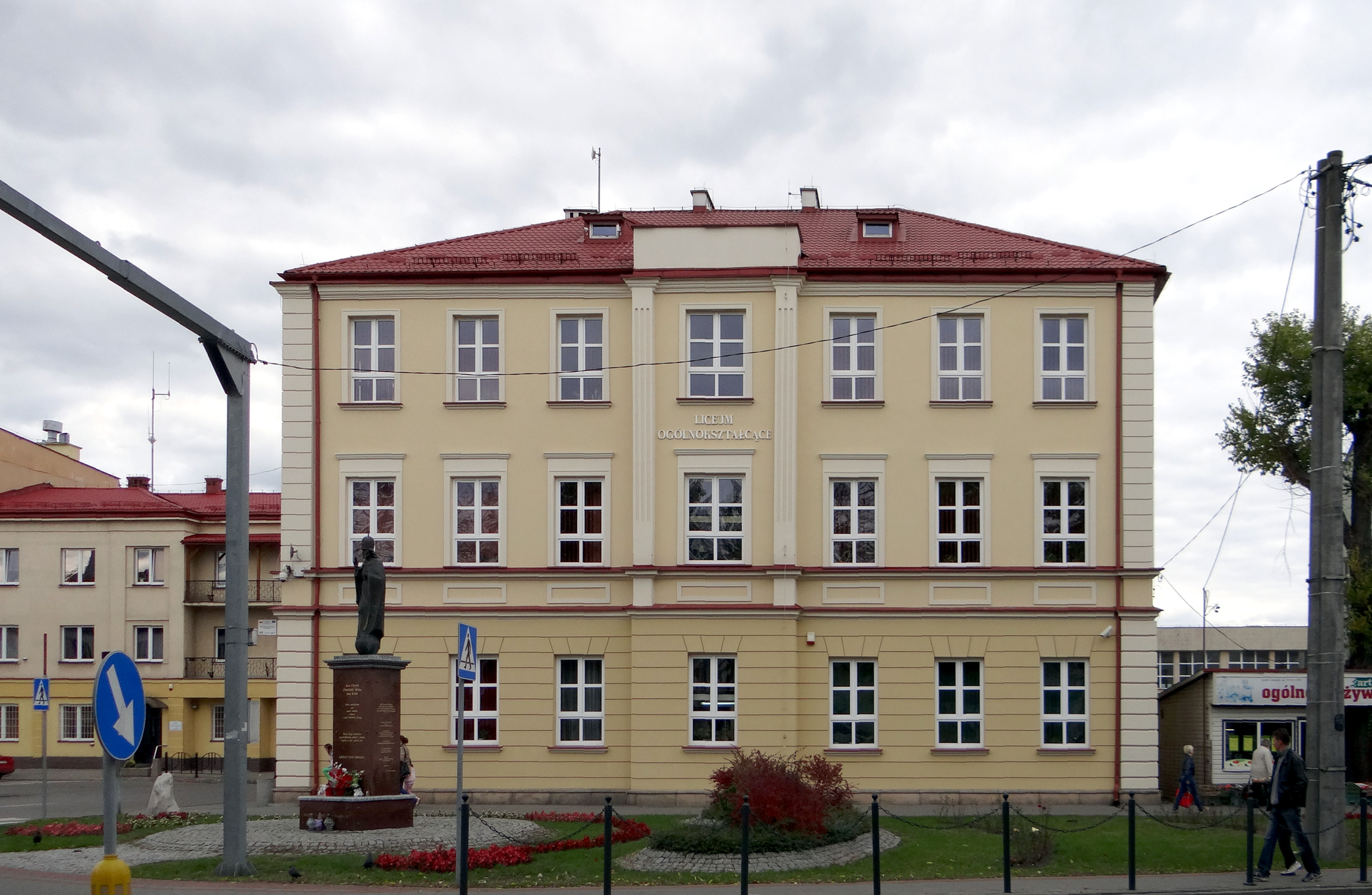
Liceum Ogólnokształcące im. Stefana Czarnieckiego

Opracowano na podstawie materiału źródłowego.
- Regionalne Centrum Edukacji Zawodowej (były Zespół Szkół Elektrycznych)
- Liceum Ogólnokształcące im. Stefana Czarnieckiego w Nisku

### Gimnazja
Bezpośrednio przed reformą systemu oświaty z 2017 roku w Nisku działały trzy gimnazja: nr 1 przy ul. Szopena 31, nr 2 przy ul. 1000-lecia 12A oraz nr 3 przy ul. Piaskowej 15.

### Szkoły podstawowe

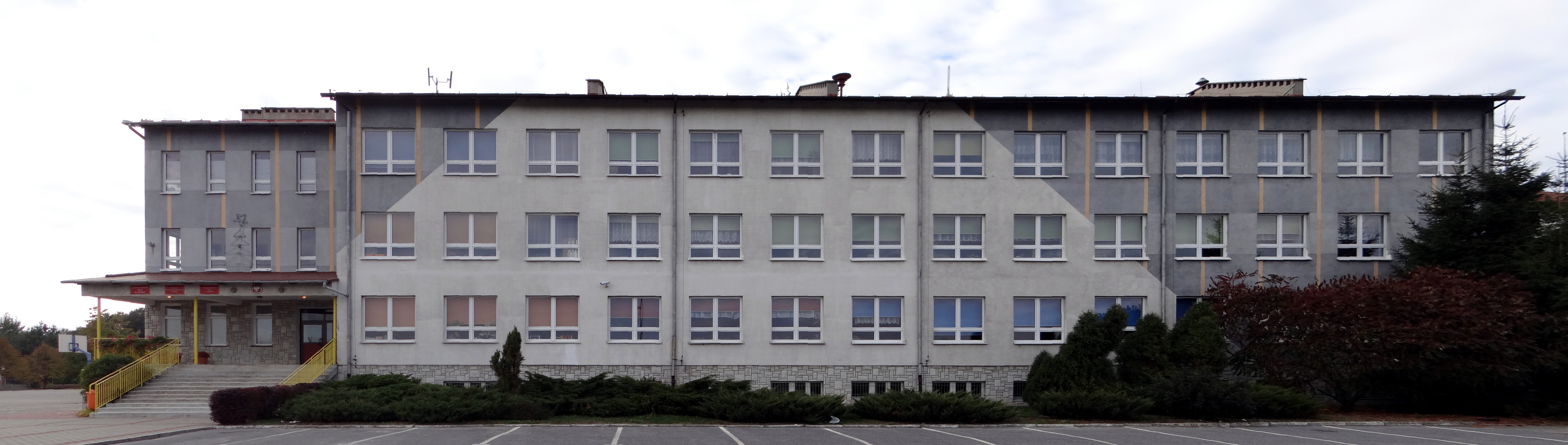
Zespół Szkół nr 3 przed modernizacją

Opracowano na podstawie materiału źródłowego.
- Publiczna Szkoła Podstawowa Nr 1 w Nisku im. gen. Stanisława Dąbka (Nisko-Centrum; ul. Słowackiego 10)
- Publiczna Szkoła Podstawowa nr 3 w Nisku (Nisko-Warchoły; ul. Piaskowa 15)
- Publiczna Szkoła Podstawowa nr 4 (Nisko-Podwolina; ul. Dąbrowskiego 8)
- Publiczna Szkoła Podstawowa nr 5 (Nisko-Osiedle 1000-lecia; ul. 1000-lecia 12A)

### Przedszkola i żłobki
Opracowano na podstawie materiału źródłowego
- Przedszkole nr 1 (Nisko-Centrum; ul. Szopena 33)
- Przedszkole nr 2 (Nisko-Podwolina; ul. Dąbrowskiego 8)
- Przedszkole nr 3 (Nisko-Osiedle 1000-lecia; ul. 1000-lecia 12A)
- Przedszkole nr 4 (Nisko-Centrum; ul. Słowackiego 10)
- Żłobek Miejski (Nisko-Centrum; ul. 3 Maja 22)

## Wspólnoty wyznaniowe

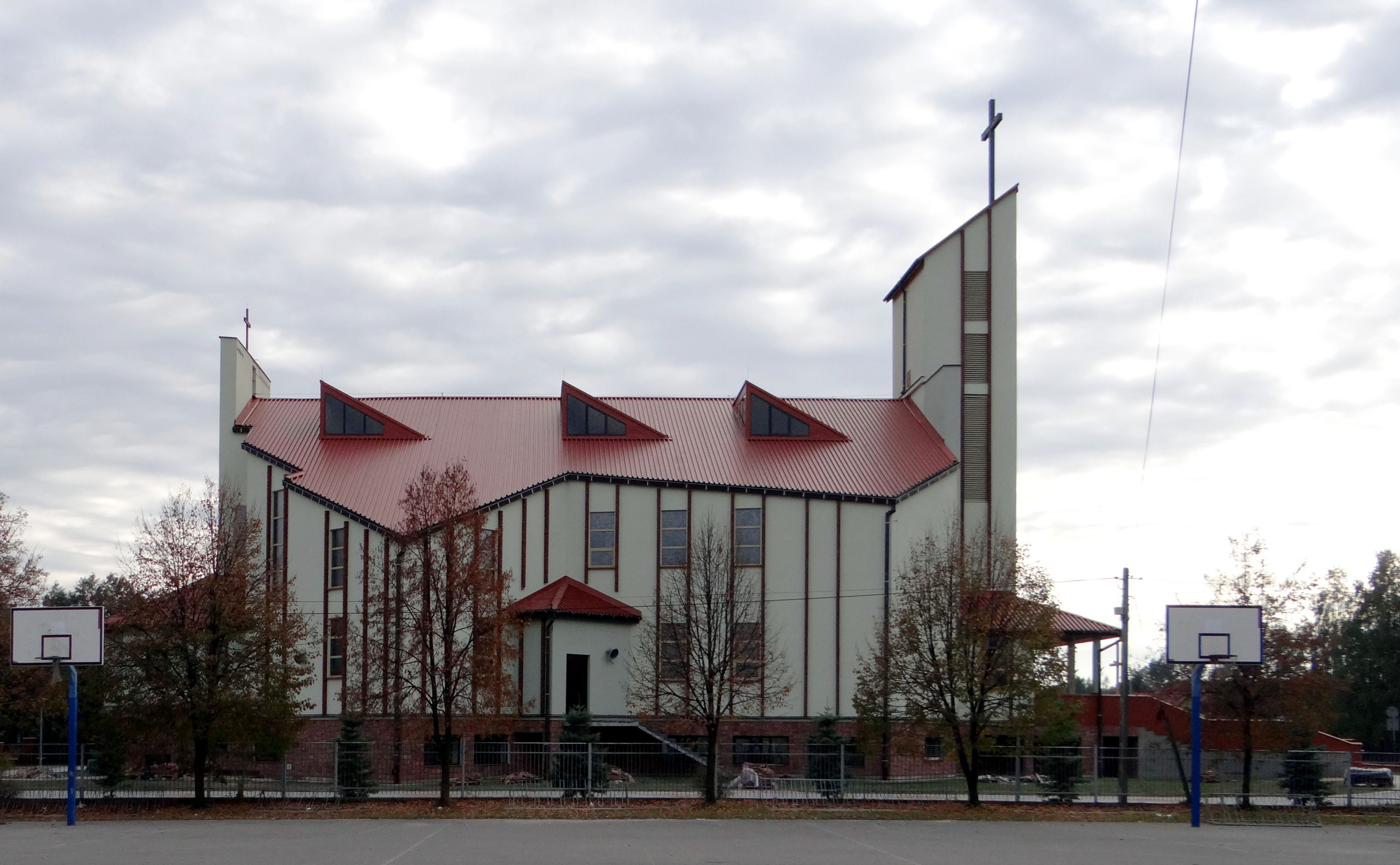
Kościół św. Jana Chrzciciela w Nisku

### Kościół katolicki
W Nisku znajduje się 6 parafii, w tym 5 należących do dekanatu Nisko i jedna wojskowa, należąca do Dekanatu Inspektoratu Wsparcia Sił Zbrojnych:
- Parafia św. Józefa Oblubieńca
- Parafia Matki Bożej Fatimskiej
- Parafia Świętego Jana Chrzciciela
- Parafia Matki Bożej Królowej Polski
- Parafia Miłosierdzia Bożego
- Parafia wojskowa św. s. Faustyny Kowalskiej

### Świadkowie Jehowy
- Sala Królestwa przy ulicy Nowej Bocznej 60 w Nisku[27].

## Demografia

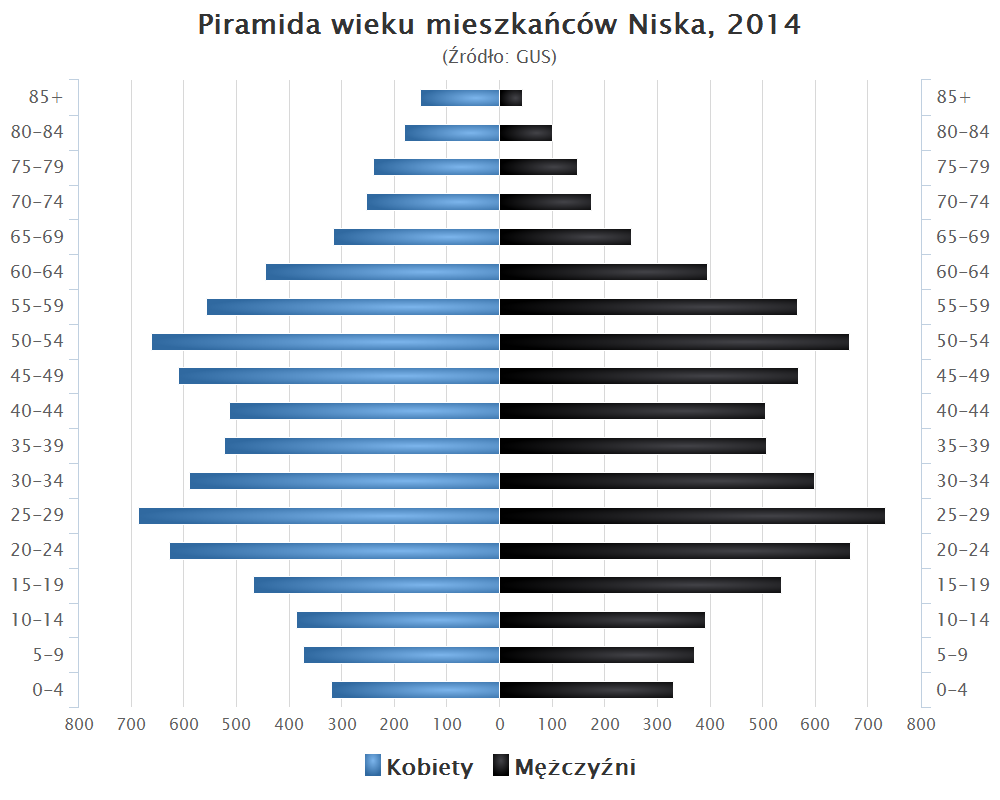
Piramida wieku mieszkańców Niska w 2014

## Sport

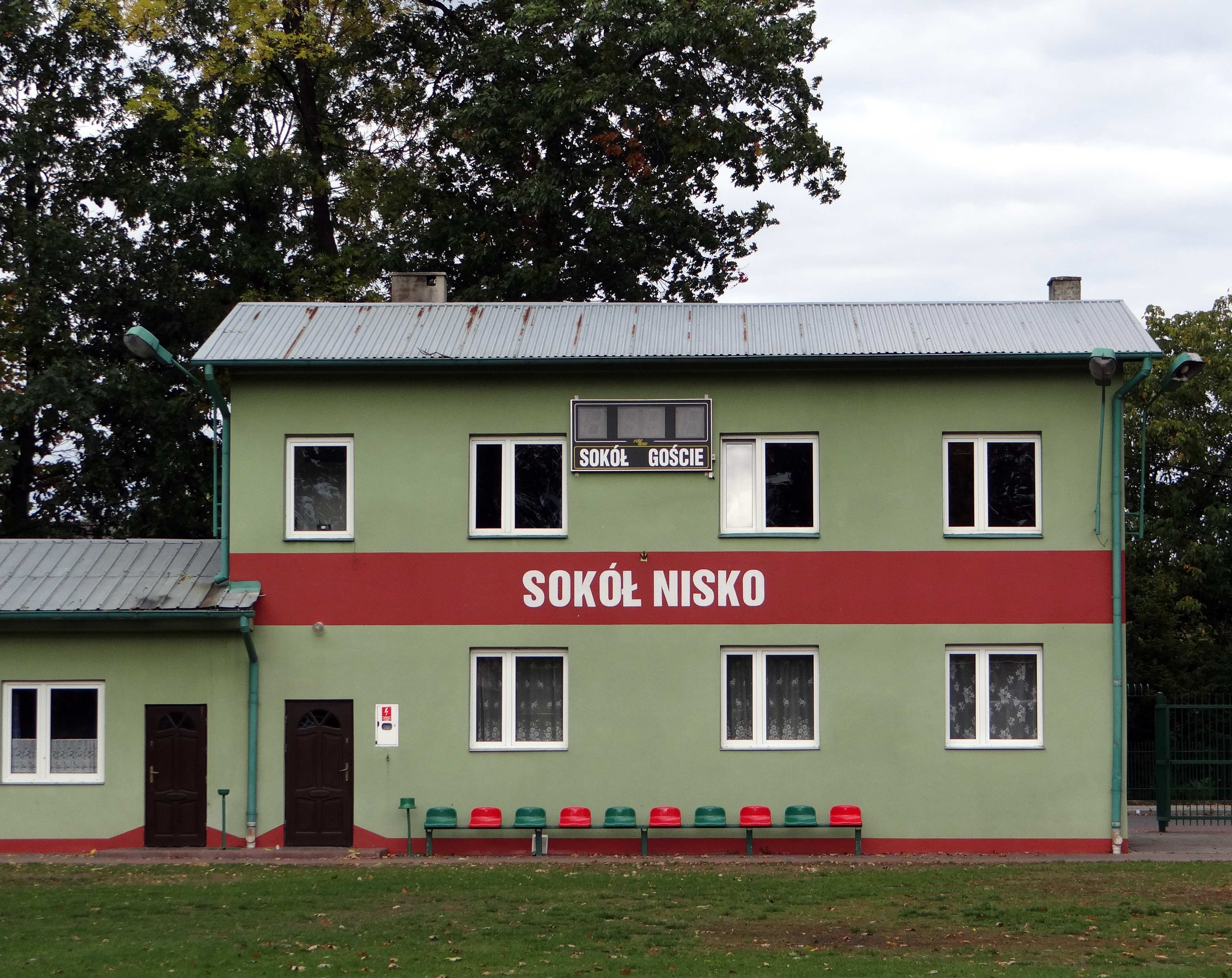
Budynek klubu MKS Sokół Nisko

W Nisku działa kilka klubów sportowych:
- MKS Sokół Nisko kultywujący tradycje założonego w 1919 Towarzystwa Gimnastycznego „Sokół”, prowadzi obecnie sekcje piłki nożnej, kiedyś podnoszenia ciężarów.
- AKS (Amatorski KS) Orkan Nisko prowadzący sekcje siatkówki seniorów, juniorów i juniorek;
- LZS (Ludowy Zespół Sportowy) Podwolina, klub piłkarski w Podwolinie, czyli części miasta Nisko – w sezonie 2022/2023 występuje w klasie A[29];
- UKS Wiking, klub uprawiający mało znaną dziedzinę sportu – armwrestling (siłowanie się na rękę);
- PUKS (Parafialno – Uczniowski KS) Samson Nisko zajmuje się młodzieżą szkolną i prowadzi sekcje piłki ręcznej juniorów, lekkoatletyki.

Na terenie gminy Nisko, działalność prowadzą jeszcze kluby piłkarskie: KP Zarzecze, SKS Racławice.
Infrastrukturę sportową w mieście tworzy przede wszystkim Stadion MKS „Sokół”, na którym mecze rozgrywa Sokół Nisko, oraz drużyna rezerw i juniorów. Stadion posiada zadaszoną trybunę z siedziskami dla 430 osób w tym 4 niepełnosprawnych. Stadion jest cały czas unowocześniany. Rozgrywki halowe odbywają się w Hali LO przy ulicy Słowackiego oraz Hali Gimnazjum przy ulicy 1000-lecia – tu mecze rozgrywa Orkan. W czerwcu 2006 do użytku została oddana nowa hala sportowa przy Regionalnym Centrum Edukacji Zawodowej (ul. Sandomierska). Jest to największa sala gimnastyczna w Nisku, posiadająca boisko siatkarskie o wymiarach olimpijskich. Istnieją także pełnowymiarowe boiska piłkarskie w dzielnicy Moskale, Podwolina, Barce oraz na terenie Jednostki Wojskowej.

## Komunikacja

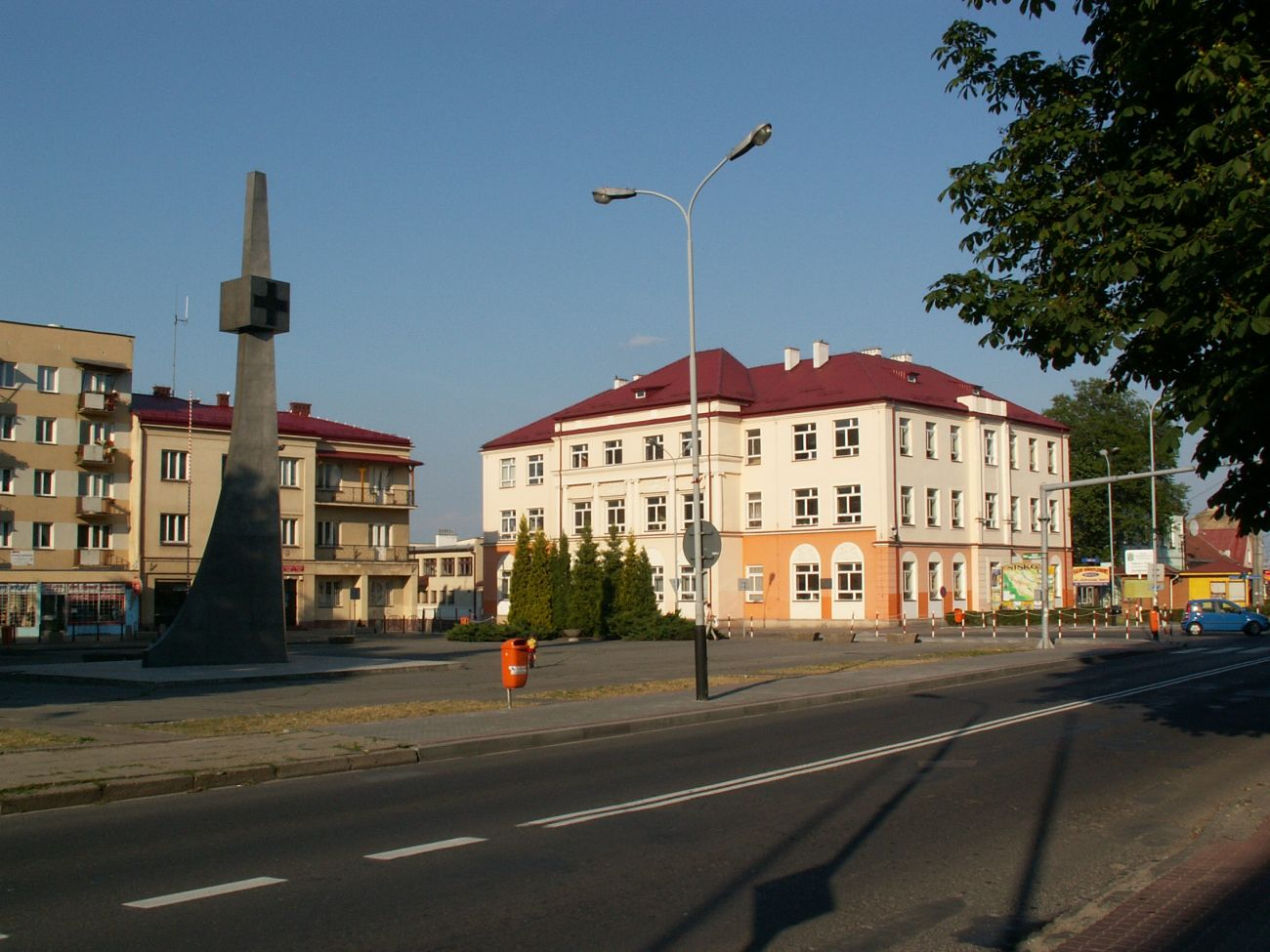
Plac Wolności

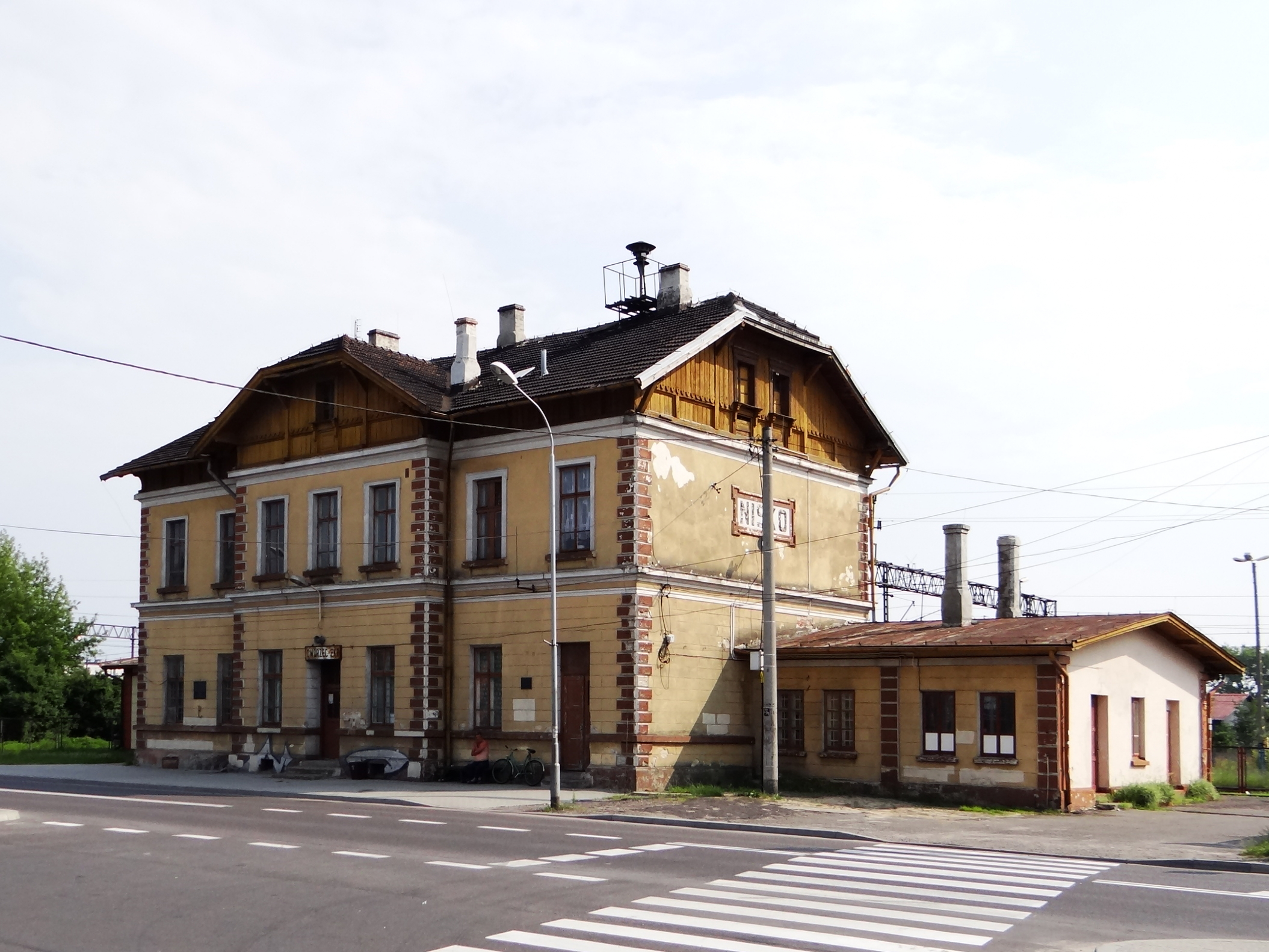
Dworzec kolejowy i autobusowy w Nisku

### Komunikacja miejska
Masowa komunikacja drogowa na terenie Niska obsługiwana jest w całości przez Stalową Wolę. Przez Nisko przebiega pięć linii autobusowych:
- Linia nr 1 (Nisko – Rozwadów), kursuje przez plac Wolności, ulicę Sandomierską, ulicę Osiedle i ulicę Sopocką, dalej do Stalowej Woli.
- Linia nr 4 (Nisko – Agatówka, kursy wariantowe do Rozwadowa, Turbi, Pilchowa i na stalowowolskie os. Piaski), kursuje przez plac Wolności i ulicę Sandomierską, dalej w kierunku Stalowej Woli
- Linia nr 12 (Nowa Wieś – Nisko – Rozwadów) kursuje przez ulicę Wolności, plac Wolności i ulicę Sandomierską, dalej w kierunku Stalowej Woli.
- Linia nr 26 (Nisko Dom Handlowy – Nisko Dom Handlowy) jest linią okrężną dwukierunkową, obsługującą niżańskie osiedla Centrum, Tysiąclecia, Barce, Warchoły, Podwolina, a także podmiejskie wsie Wolina i Racławice. Kursuje na terenie miasta trasą: plac Wolności, ulica Wolności, ulica Sandomierska, ulica Podoficerska, ulica Tysiąclecia, ulica Głowackiego, ulica Długa, ulica Rzeszowska, ulica Nowa, ulica Słoneczna, ulica Dąbrowskiego.
- Linia nr 27 (Nisko Dom Handlowy - Zarzecze Voster) kursuje przez ulicę Wolności i ulicę Lubelską, dalej w kierunku Zarzecza.

Wszystkie linie obsługiwane są przez MZK Stalowa Wola. Cena biletów to 5,00 zł (ulgowy: 2,50 zł) do Stalowej Woli i dalej oraz 3,00 zł (ulgowy: 1,50 zł) w granicach administracyjnych gminy Nisko. Dalsze połączenia obsługiwane są przez PKS Stalowa Wola oraz prywatne firmy. Autobusy przewoźników innych niż MZK zazwyczaj jeżdżą trasą: ul. Sandomierska – ul. 1000-lecia – ul. Kolejowa.

### Transport drogowy
Nisko leży przy skrzyżowaniu ważnych dróg, przez miasto przechodzą drogi:
- S19 Droga ekspresowa S19: granica państwa – Kuźnica – Białystok – Lublin – Rzeszów – Barwinek – granica państwa
- 77 Droga krajowa nr 77: Lipnik – Sandomierz – Nisko – Jarosław – Przemyśl
- 872 Droga wojewódzka nr 872: Łoniów – Baranów Sandomierski – Nowa Dęba – Nisko
- 878 Droga wojewódzka nr 878: Strzeszkowice Duże – Kraśnik – Janów Lubelski – Nisko – Rzeszów – Dylągówka

### Transport kolejowy
W Nisku znajduje się stacja kolejowa Nisko oraz 3 czynne przystanki osobowe: Moskale, Nisko Osiedle, Nisko Podwolina. Znajdują się one przy linii kolejowej nr 68 (Przeworsk – Stalowa Wola Rozwadów – Lublin Główny).
Między stacją Nisko a przystankiem osobowym Nisko Podwolina znajduje się przystanek osobowy Nisko Racławice, który znajduje się w granicach wsi Racławice.
Na wszystkich przystankach zatrzymują się pociągi regionalne uruchamiane przez spółkę Polregio, na stacji Nisko także pociągi pospieszne kategorii TLK i IC uruchamiane przez PKP Intercity.
Obecnie (stan na kwiecień 2022) z Niska można dojechać pociągiem dalekobieżnym bezpośrednio m.in. do: Lublina, Warszawy, Poznania, Szczecina, Rzeszowa, Przemyśla, Krakowa, Wrocławia, Zielonej Góry, Hrubieszowa, Zamościa.

## Położenie miasta

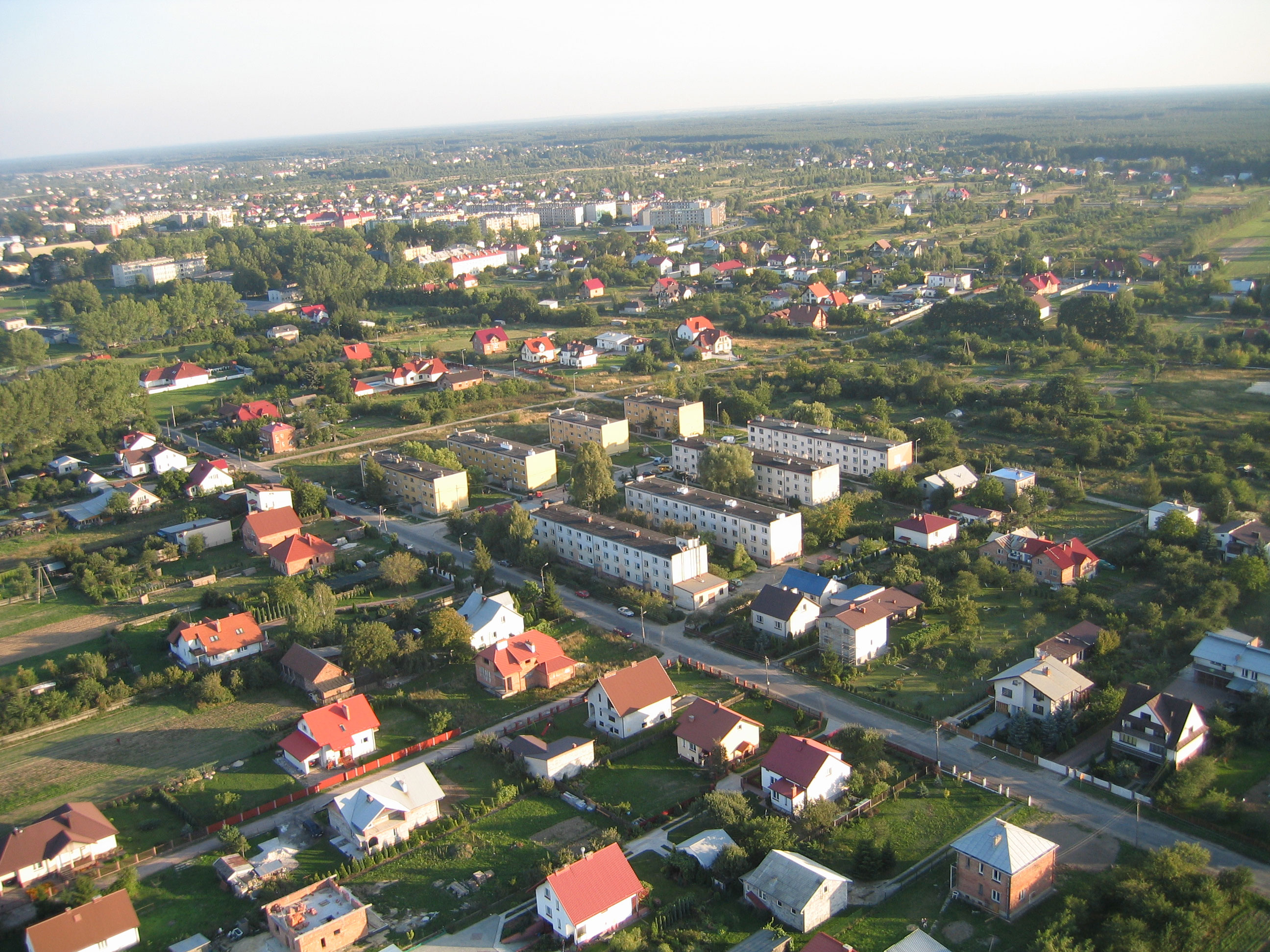
Widok na osiedle Tysiąclecia

Gmina Nisko usytuowania jest w Kotlinie Sandomierskiej, na skraju Puszczy Sandomierskiej, w północnej części województwa podkarpackiego na skrzyżowaniu ważnych szlaków komunikacyjnych: droga krajowa nr 19 – Kuźnica Białostocka (granica z Białorusią) – Lublin – Rzeszów – Barwinek (granica ze Słowacją) i droga krajowa nr 77 – Lipnik – Sandomierz – Przemyśl. Przechodzi też również linia kolejowa nr 68 Rozwadów – Przeworsk. Jest jedną z siedmiu gmin powiatu niżańskiego. Siedziba Urzędu Gminy i Miasta znajduje się w mieście Nisko. Gmina pod względem obszaru zajmuje drugie miejsce w powiecie niżańskim po gminie Harasiuki. Sąsiaduje z gminami: Stalowa Wola, Pysznica, Bojanów, Rudnik nad Sanem, Ulanów i Jeżowe.
Główną rzeką przepływającą przez teren gminy jest San wraz z dopływami. Leży ona w obrębie stykających się trzech mezoregionów: Płaskowyżu Kolbuszowskiego, Płaskowyżu Tarnogrodzkiego i Równiny Biłgorajskiej. Na zachód i południe gminy rozciąga się Puszcza Sandomierska, na północ Lasy Janowskie, zaś na wschód Puszcza Solska. Tutejszy klimat charakteryzuje się upalnymi latami z niewielką ilością opadów, zimami dość łagodnymi, umiarkowanie śnieżnymi.
Płaskowyż Kolbuszowski zajmuje środkową część Kotliny Sandomierskiej, wznosi się od 220 do 270 m n.p.m. i ma charakter rolniczo-leśny.
Równina Biłgorajska to kraina leśno-łąkowa, z pięknymi borami sosnowymi, licznymi wydmami, torfowiskami i jeziorkami. Płaskowyż Tarnogrodzki charakteryzuje się obecnością gleb lessowych sprzyjających rozwojowi rolnictwa.
W skład gminy wchodzi miasto Nisko, które oficjalnie uzyskało status miasta w 1933 oraz 6 sołectw: Kończyce, Nowa Wieś, Nowosielec, Racławice, Wolina i Zarzecze. Zarzecze to stara wieś królewska, wzmiankowana w XIX w., leżąca na trasie do Ulanowa, a Racławice są jedną z najstarszych w okolicy wsi.

## Miasta partnerskie

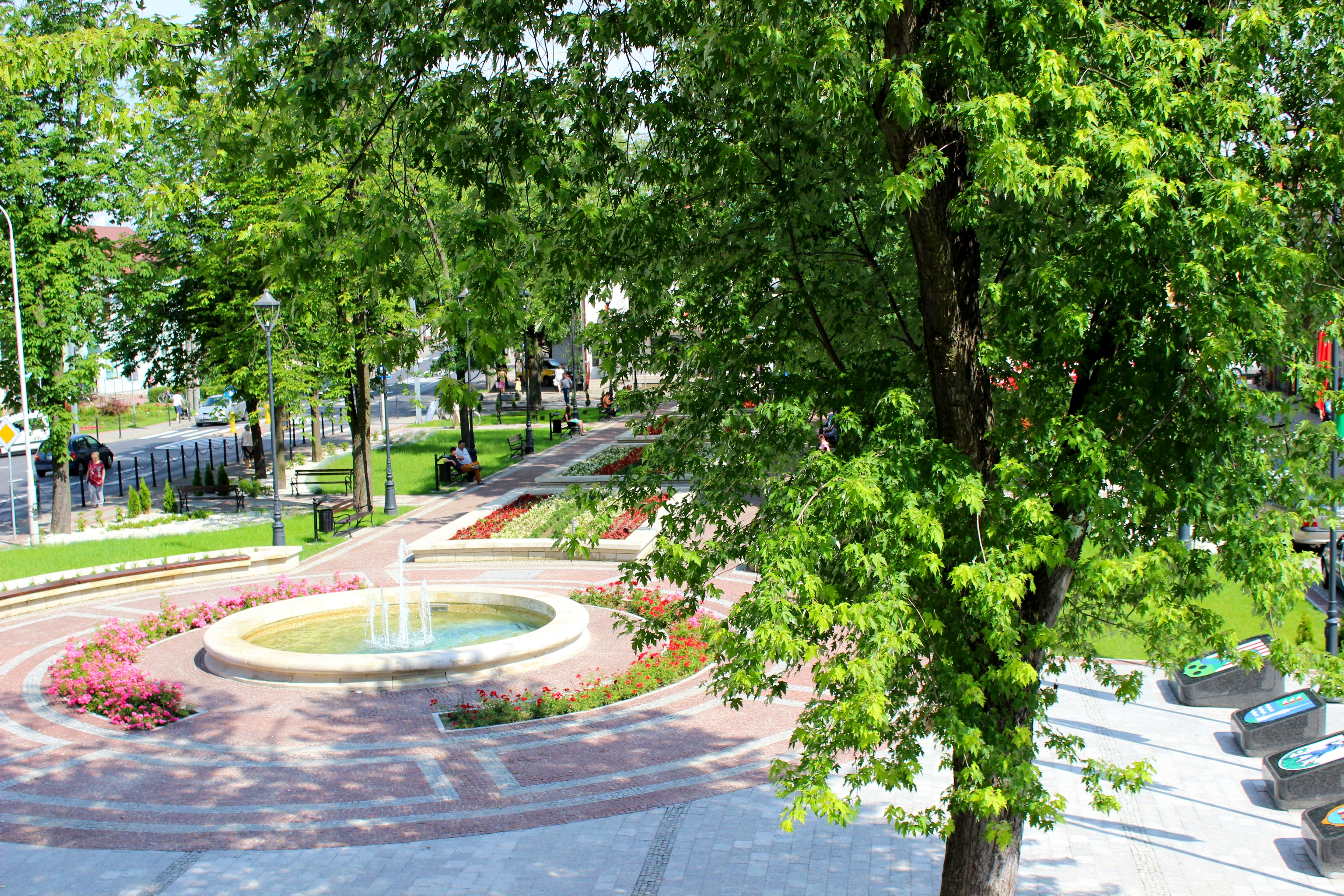
Planty Miast Partnerskich w Nisku

Nisko prowadzi współpracę na zasadzie partnerstwa miast z czterema zagranicznymi miejscowościami:
- Hecklingen (Niemcy)
- Gorodok (Ukraina)
- Fehérgyarmat (Węgry)
- Semerovo (Słowacja)

## Galeria zdjęć

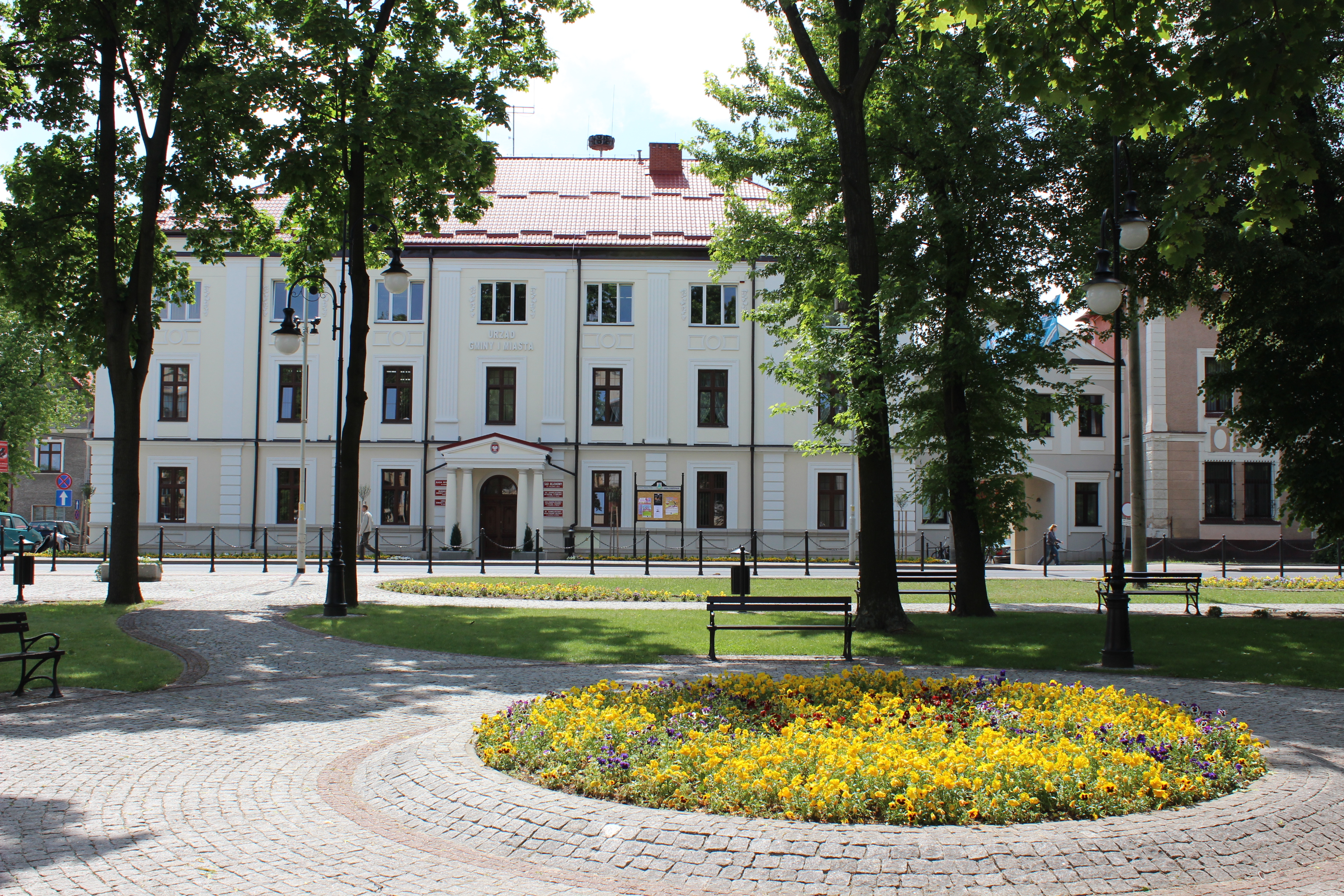
Budynek Urzędu Miasta i Gminy
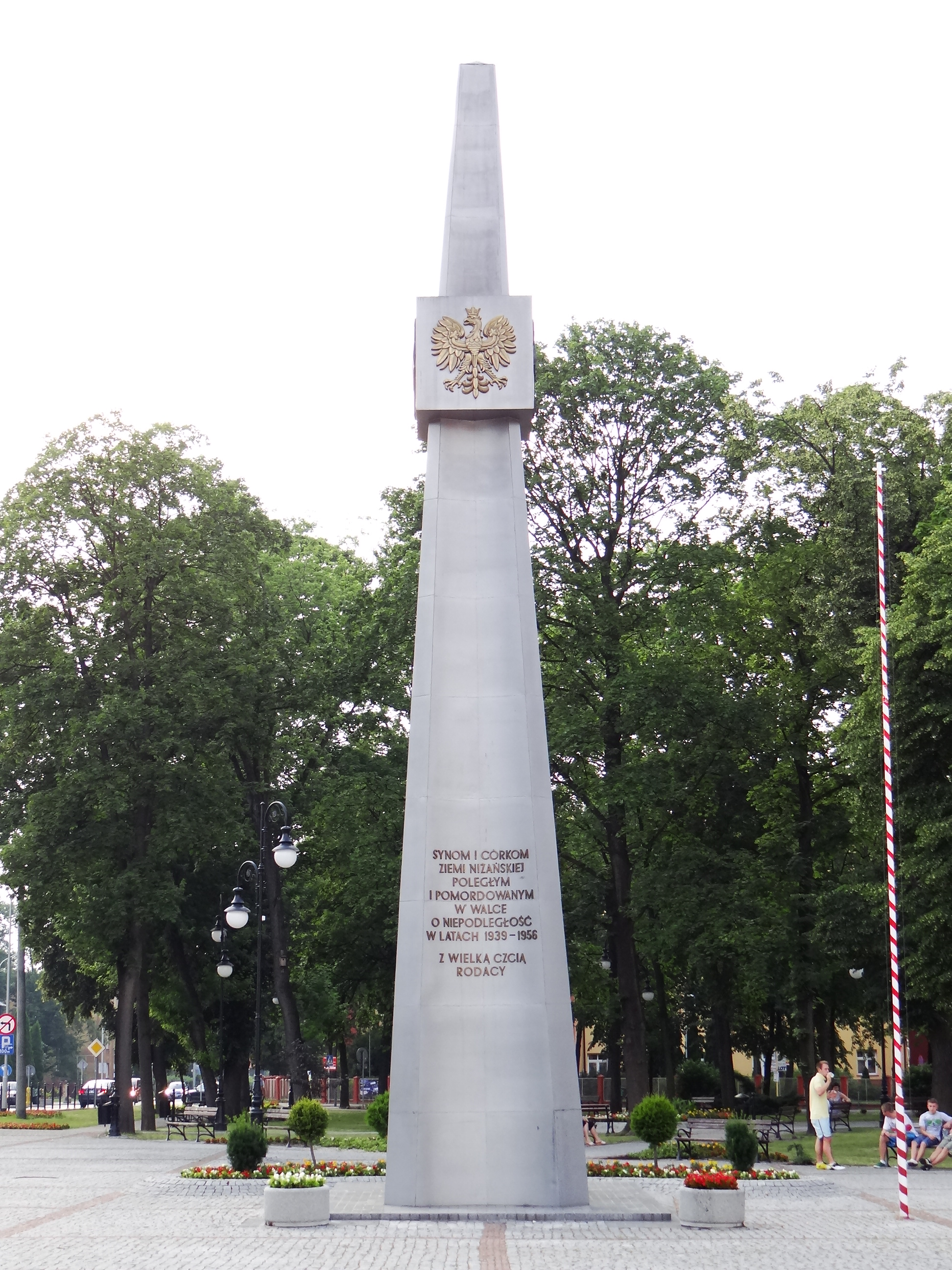
Pomnik na Placu Wolności w centrum miasta
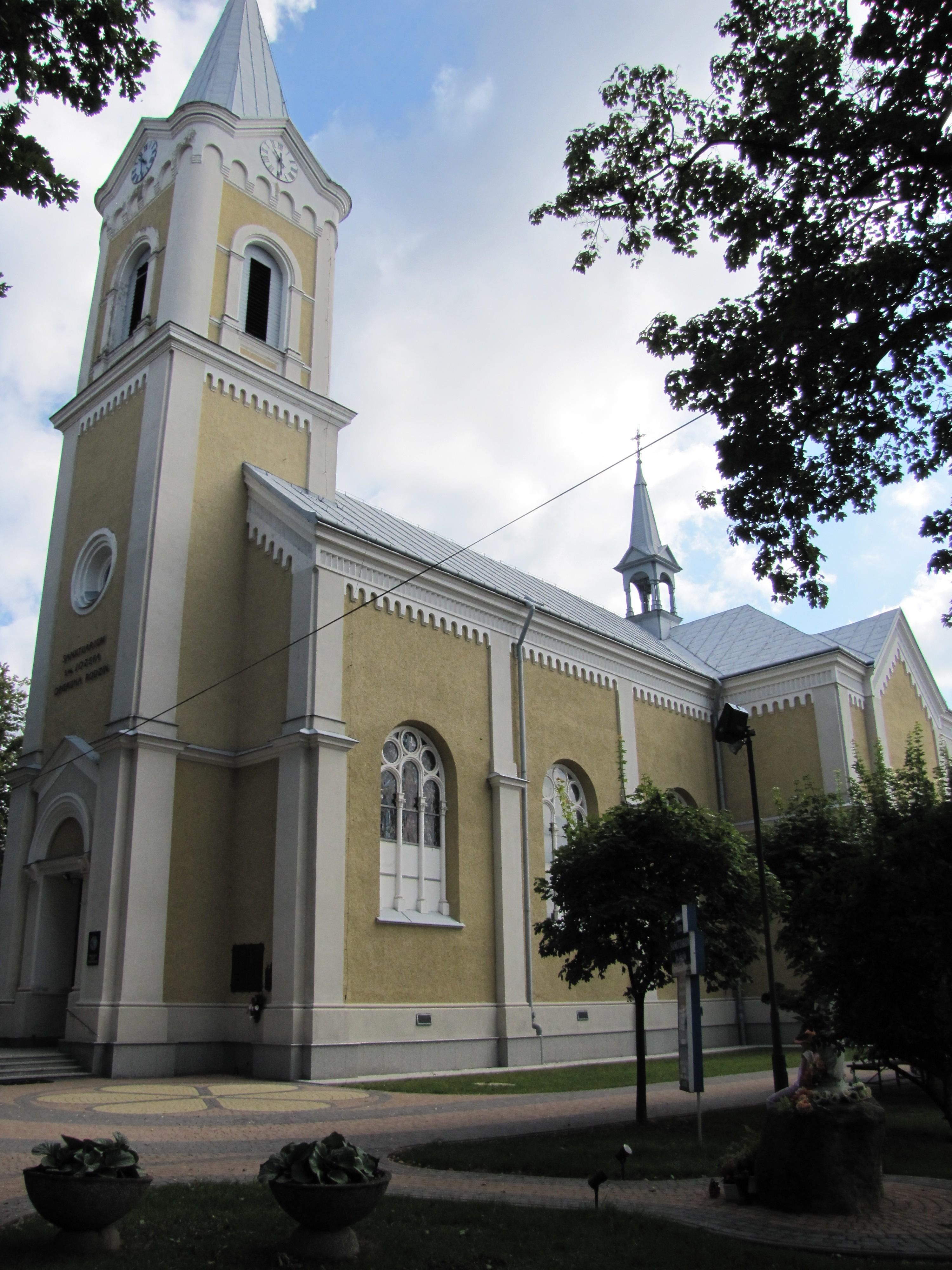
Sanktuarium św. Józefa
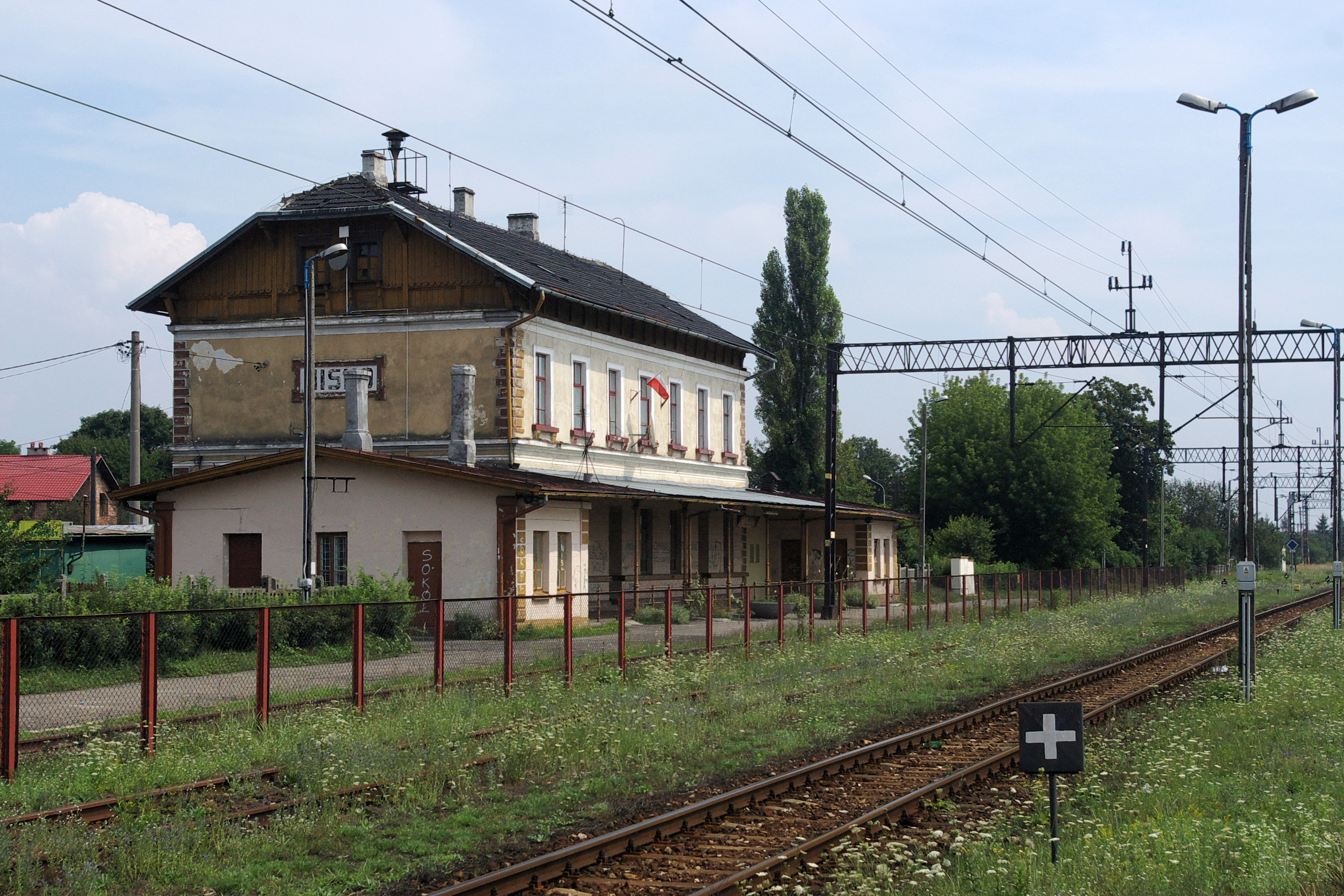
Stacja kolejowa od strony peronów
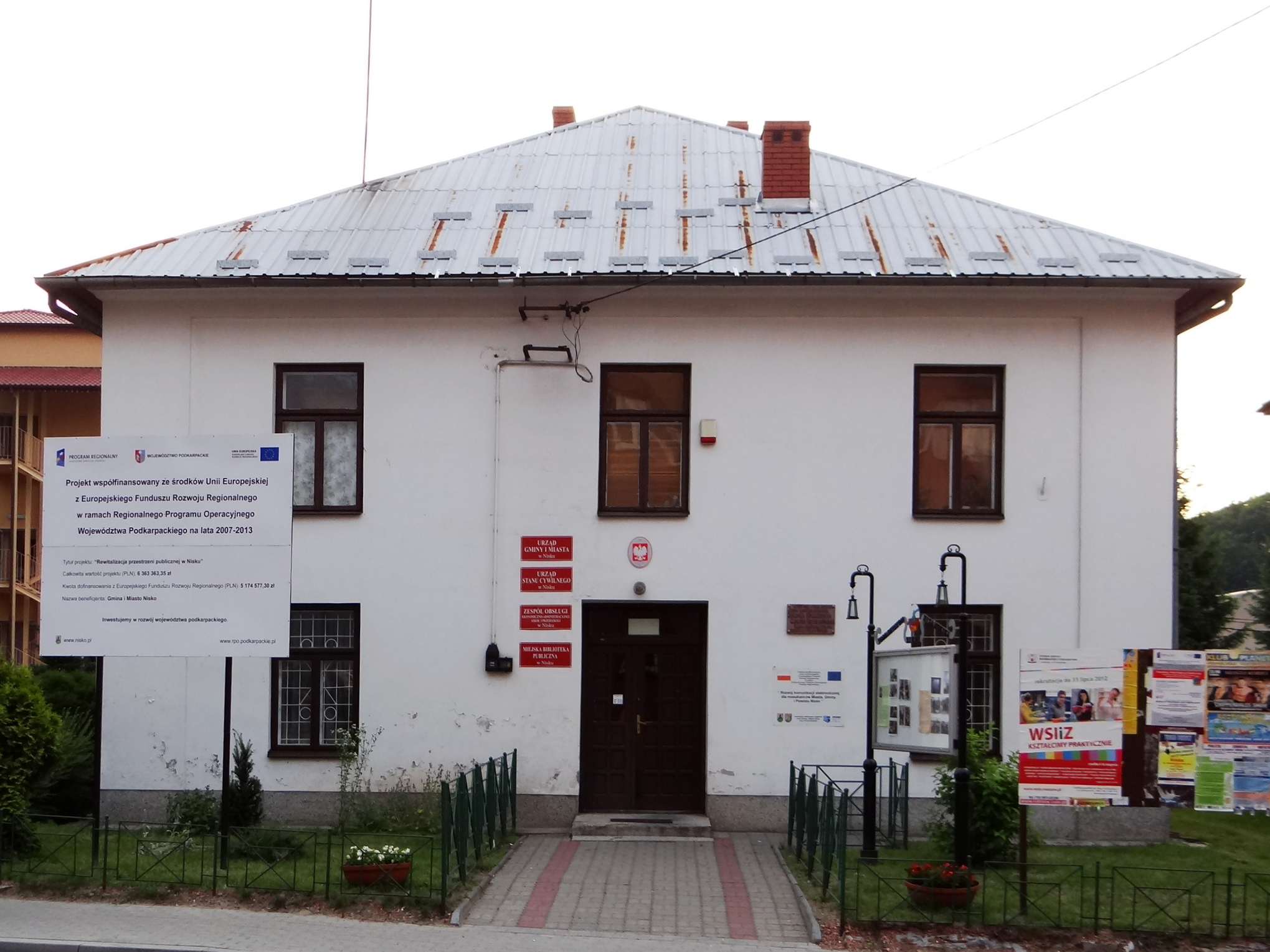
Budynek Urzędu Stanu Cywilnego i Biblioteki Miejskiej
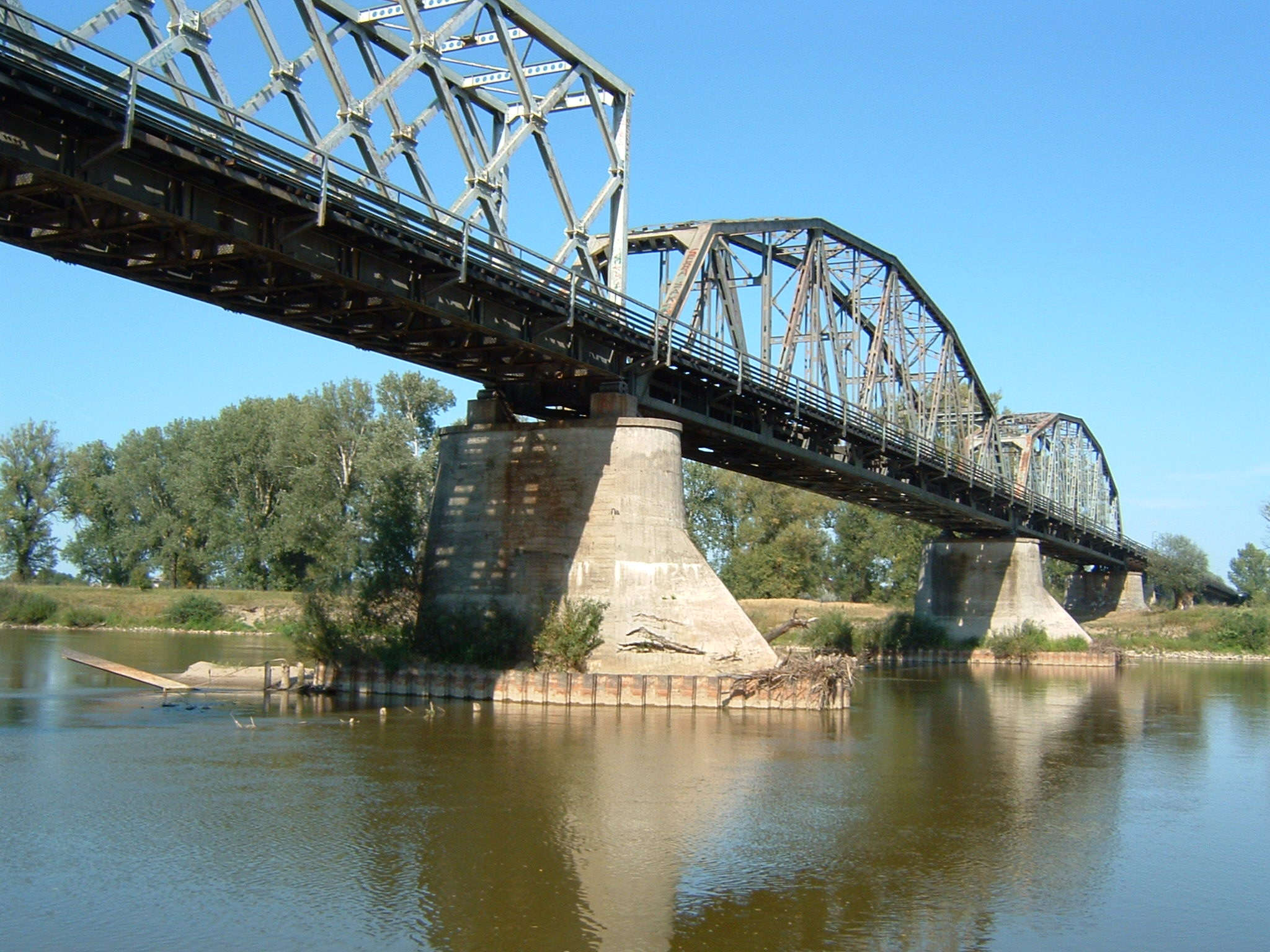
Most kolejowy nad Sanem
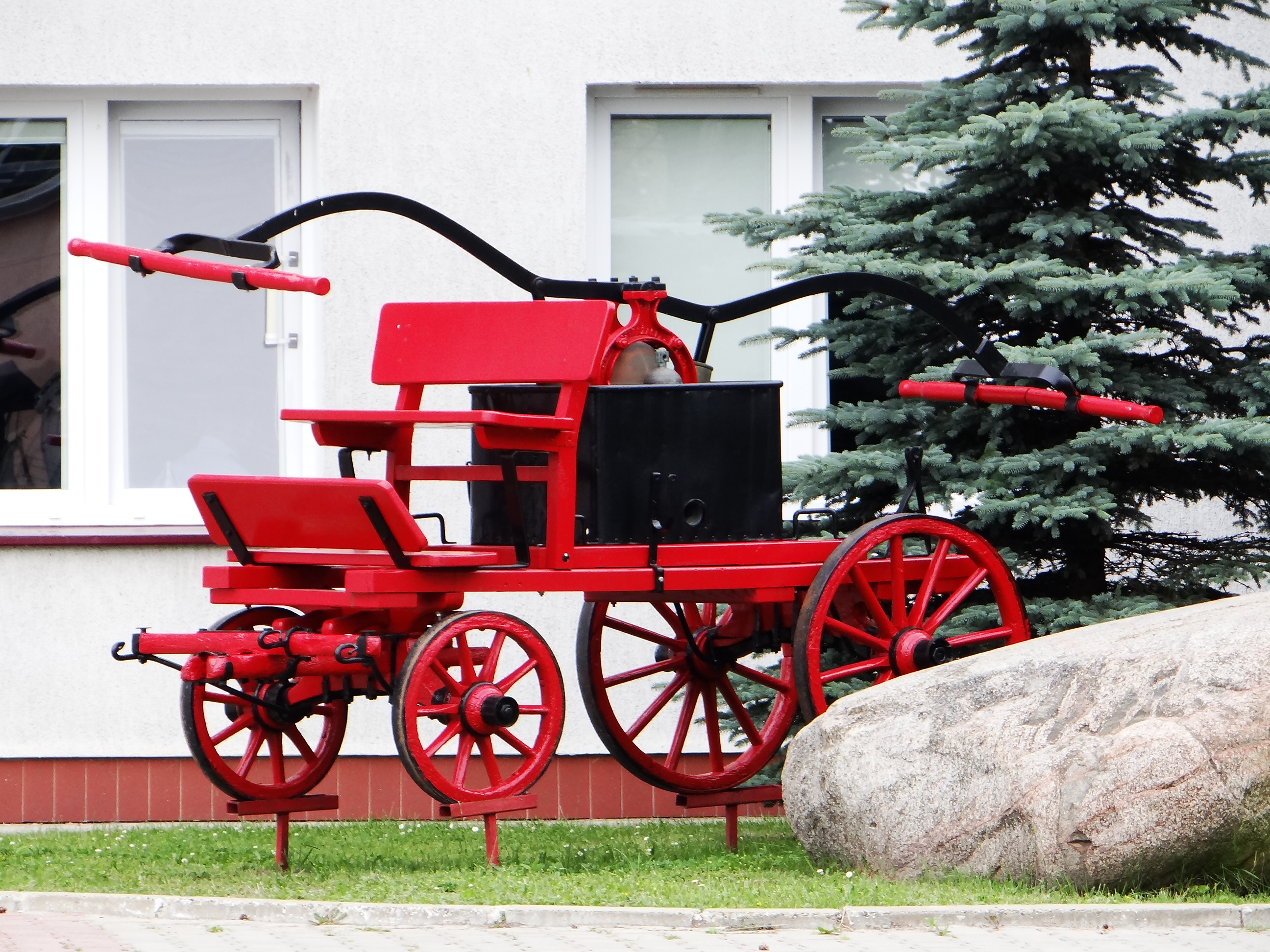
Zabytkowy wóz strażacki
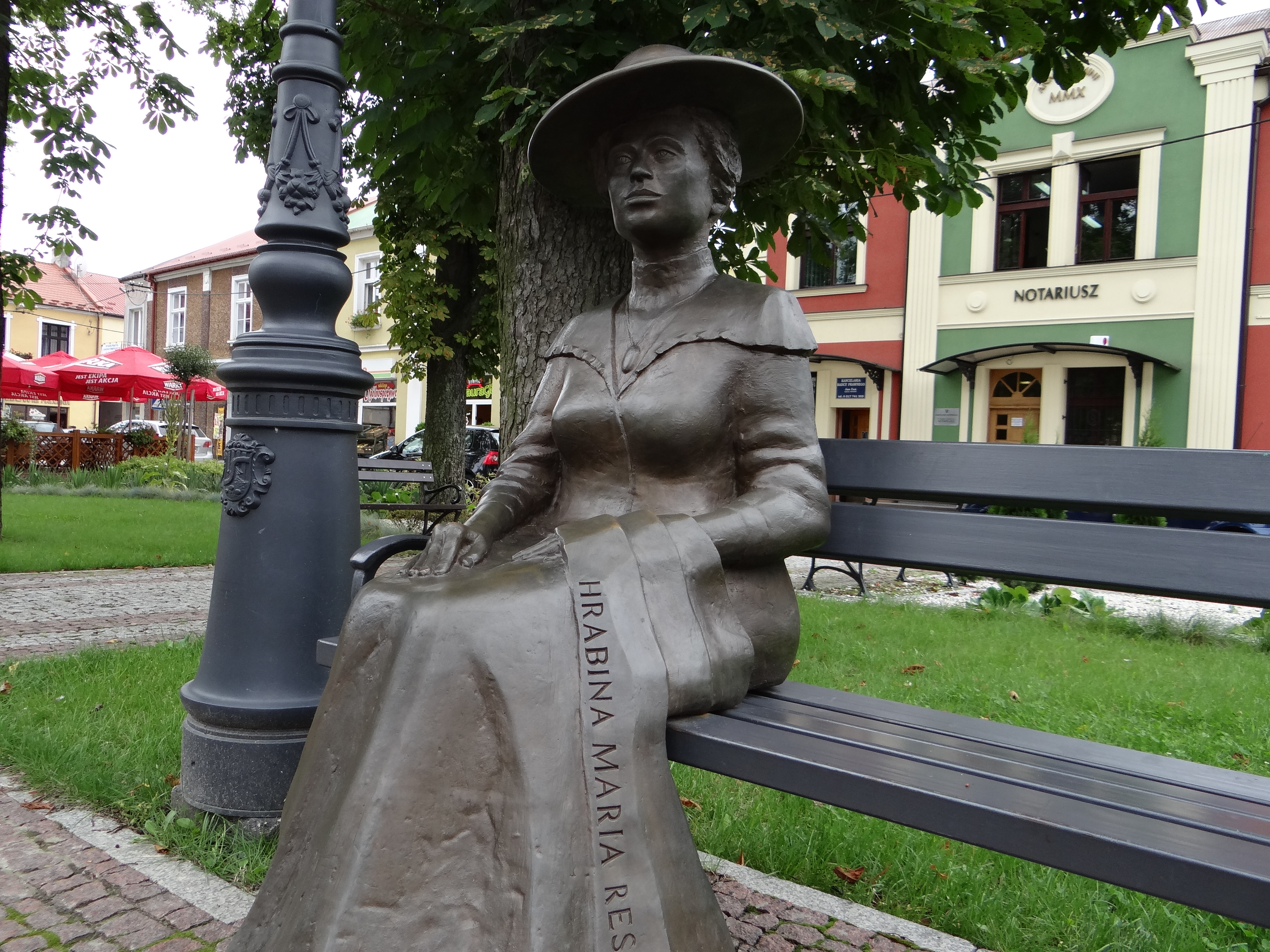
Pomnik – ławeczka Marii Resseguier w parku przy Placu Wolności